# Бурлюк, Давид Давидович
Дави́д Дави́дович Бурлю́к (21 июля 1882[…], Семиротовка, Харьковская губерния — 15 января 1967[…], Саутгемптон, Нью-Йорк) — русский и американский поэт, художник, один из основоположников футуризма, член союза «Председателей земного шара». Брат Людмилы, Владимира и Николая Бурлюков. Признан отцом «русского футуризма».

## Биография
Родился недалеко от села Рябушки Лебединского уезда Харьковской губернии (современная Харьковская область Украины) в семье агронома-самоучки Давида Фёдоровича Бурлюка, мещанина Херсонской губернии, православного вероисповедания, управляющего Чернодолинским заповедным имением графа А. А. Мордвинова, и Людмилы Иосифовны Бурлюк (в девичестве Михневич, 1861—1924), польского происхождения и до замужества католического вероисповедания. Отец был из рода украинских казаков, мать росла в Нежине и позже в Ромнах. У него было два брата и три сестры — Владимир, Николай, Людмила, Марианна и Надежда. Владимир и Людмила стали художниками, Николай — поэтом. Они также участвовали в движении футуристов. Племянник журналиста Владимира Михневича.
С детства увлекался рисованием. Учился (1893—1895) в Александровской гимназии города Сумы. В детстве родной брат случайно лишил Давида глаза во время игры с игрушечной пушкой. Впоследствии Давид ходил со стеклянным глазом, это стало частью его стиля.
В течение трёх лет (1895—1898) учился в Тамбовской мужской гимназии, в 1898—1901 — в 3-й Казанской гимназии (мемориальная доска).
В печати дебютировал в 1899 году. Изучал живопись в Мюнхене, в Королевской академии художеств у Вильгельма фон Дица и частным образом у Антона Ажбе, а также во Франции, в Париже, в Школе изящных искусств Кормона.
В начале 1900-х годов Бурлюки переехали в село на берегу Балки Золотой, притока Днепра в сегодняшней Херсонской области Украины. Там Давид начал заниматься живописью, расписывал стены запорожских хат, летом 1902 года рисовал портреты сельчан и изображал сельские мазанки в местных степных пейзажах.
В 1898—1910 годах учился в Казанском и Одесском художественных училищах. В Одесском училище учился у Кириака Костанди и Геннадия Ладыженского. Исследователь искусства Дмитрий Горбачов отмечает уже тогдашнее трудолюбие Бурлюка: однажды из летней практики он привез 350 этюдов — херсонских пейзажей, что наставники раскритиковали как «фабричное производство».
В 1907 году Бурлюки поселились в селе Чернянка на Херсонщине, где отец Бурлюка получил должность управляющего имениями графа Мордвинова.

### Гилея
Вернувшись в Россию, в 1907—1908 годах сошёлся с левыми художниками и участвовал в художественных выставках, выступив одним из лидеров группы «Венок—Стефанос».
В 1907—1913 годах многие художники, писатели и представители искусства[прояснить] приезжали в управляемую Бурлюками Чернянку на Херсонщине. В 1910—1911 годах там была сформирована  творческая группа «Гилея», включавшая троих братьев Бурлюков, Бенедикта Лившица, Василия Каменского, Велимира Хлебникова, Елену Гуро, Владимира Маяковского и Алексея Крученых. Давид Бурлюк обеспечил печать первых футуристических изданий авторства группы Лившица в Херсоне и Каховке.
В 1911—1914 годах занимался вместе с Владимиром Маяковским в Московском училище живописи, ваяния и зодчества. Участник футуристических сборников «Садок судей», «Пощёчина общественному вкусу» и других. В 1912 году в знаменитом манифесте «Пощёчина общественному вкусу» вместе с Маяковским, Хлебниковым и Кручёных призывал «бросить Пушкина, Достоевского, Толстого и проч. и проч. с Парохода Современности».
В Первую мировую войну не подлежал призыву, так как у него не было левого глаза. Жил в Москве, издавал стихи, сотрудничал в газетах, писал картины.
Весной 1915 года оказался в Уфимской губернии (станция Иглино Самаро-Златоустовской железной дороги), где находилось поместье его жены. Мать Давида Бурлюка, Людмила Иосифовна Михневич, жила в это время в Буздяке — в 112 километрах от Уфы. За два года, проведённые здесь, он успел создать около двухсот полотен. 37 из них составляют существенную и наиболее яркую часть коллекции русского искусства начала XX века, представленной в Башкирском художественном музее им. М. В. Нестерова. Это музейное собрание произведений Давида Бурлюка является одним из самых полных и качественных собраний его живописи в России. Бурлюк часто приезжал в Уфу, посещал Уфимский художественный кружок, сплотивший вокруг себя молодых башкирских художников. Здесь он подружился с художником Александром Тюлькиным и адвокатом Николаем Златогорским, художником-любителем. С ними он часто бывал на этюдах.
В 1918 году чудом избежал гибели во время погромов и расстрелов анархистов в Москве и снова уехал в Уфу. В 1918—1920 годах гастролировал вместе с Василием Каменским и Маяковским по Уралу, Сибири, Дальнему Востоку. В июне 1919 года добрался до Владивостока, семья обосновалась в Рабочей слободке на северо-восточном склоне сопки Буссе (ул. Шилкинская).

### Эмиграция
В 1920 эмигрировал в Японию, где прожил два года, изучая культуру Востока и занимаясь живописью. Здесь им было написано около 300 картин на японские мотивы, денег от продажи которых хватило на переезд в Америку. В 1922 поселился в США.
В Нью-Йорке развил активность в просоветски ориентированных группах и, написав поэму к 10-летию Октябрьской революции, стремился, в частности, снискать признание в качестве «отца русского футуризма». Был постоянным автором газеты «Русский голос». Свои сборники, брошюры, журналы Бурлюк издавал вдвоём с женой Марией Никифоровной и через друзей распространял эти издания преимущественно в пределах СССР.
В это время отношение Бурлюка к классикам-современникам радикально изменилось: в 1928—1929 годах издательство Марии Никифоровны Бурлюк выпустило одной книжечкой две поэмы Давида Бурлюка: «Великий кроткий большевик» о Толстом (написана 9 сентября 1928 года, к 100-летию классика) и «Горький». В 1925—1930 годах создал эпическое полотно «Ленин и Толстой», изобразив их на пашне, где Ленин впрягся в плуг, а Толстой шагает впереди. Эту картину, как и более поздние работы такого плана («Дети Сталинграда», «Рабочие», «Безработные в Нью-Йорке», «Советская жатва» и другие) автор безуспешно пытался переправить в Советский Союз, так как американской публике они были не интересны. Мария Никифоровна отмечала: «Эти 9 картин оформляют эпоху, параллельную с творчеством подсознанию мирового социализма. Сейчас, когда „идейное“ искусство, искусство социального сюжета „не в моде“, — картины здесь не нужны».
С 1930 года в течение десятилетий Бурлюк сам издавал журнал «Color and Rhyme» («Цвет и рифма»), частью на английском, частью на русском языках, объёмом от 4 до 100 страниц, со своими живописными работами, стихами, рецензиями, репродукциями футуристских произведений и т. п. Работы Бурлюка участвовали в выставках существовавшего в конце 1920-х — начале 1930-х годов объединения советских художников группы «13».
Во время Второй мировой войны Бурлюк создал большую работу «Дети Сталинграда» (1944); её иногда именуют бурлюковской «Герникой». На полотне запечатлена трагедия детей-сирот в героическом городе.
В 1949 году супруги совершили путешествие по югу Франции, по следам Ван Гога.
В 1956 году впервые после эмиграции Бурлюки посетили СССР. До начала 1940-х годов у Бурлюков не было денег на путешествия, хотя о визите на родину «отца русского футуризма» и его жены хлопотали Лиля Брик, Василий Катанян, Николай Асеев, Семён Кирсанов. В результате двухмесячный визит 1956 году с посещением Ленинграда, Москвы и Крыма полностью оплатил Союз писателей СССР. Они посетили также усадьбу Тургенева Спасское-Лутовиново и Ясную Поляну, где встретились с последним секретарём Толстого Валентином Булгаковым, вернувшимся в СССР в 1948 году. Бросить Толстого с парохода современности не удалось: всю свою долгую жизнь Бурлюк отзывался о Льве Николаевиче с восторгом. В переписке с Никифоровым он многократно упоминал Толстого как одного из «отцов своей Родины» и одного из величайших русских писателей. Он очень гордился тем, что его работы в сборнике «Русский поэт как художник и рисовальщик» опубликованы рядом с рисунками Толстого и Достоевского. «Булгаков в 1956 году в Ясной Поляне, прощаясь, сказал: „Давайте доживём до возраста Льва Николаевича — 82 года“. А Бурлюку 22 июля 1960 г. будет 78 лет, а сколько тяжёлого, несправедливого, оскорбления от идиотов, пережили мы, Бурлюки», — писала Мария Никифоровна о встрече 1956 года. Валентин Николаевич обещания не выполнил, а вот Бурлюку это удалось.
В 1962 Бурлюки путешествовали по Австралии и Италии, посетили Прагу, где жила сестра Давида. Живописные работы Бурлюка выставлялись в Брисбене.
В августе 1965 года Бурлюки снова посещали СССР, с целью добиться включения работ Давида в коллекции музеев. Несмотря на многократные предложения Бурлюка об издании его стихов в СССР, ему не удалось напечатать ни строки.
Всю свою жизнь непрерывно работал, движимый «инстинктом эстетического самосохранения», и гордо говорил, что создал более 20 тысяч картин и смог добиться признания в трёх странах: России, Японии и Америке.
Умер 15 января 1967 года в штате Нью-Йорк. Его тело было кремировано согласно завещанию и прах развеян родственниками над водами Атлантики с борта парома. Елена Шварц откликнулась на известие о его смерти стихами:
О русский Полифем!

Гармонии стрекало

Твой выжгло глаз,

Музы́ка сладкая глаза нам разъедала,

Как мыло, и твой мык не слышен был для нас.
24 мая 1967 года Бурлюку посмертно было присвоено звание члена Американской академии искусств и литературы в одном ряду с Леонардом Бернстайном, Генри Миллером, Марселем Дюшаном и другими.
Мирослав Шкандрий писал, что «отца российского футуризма» (российского в смысле относящегося к Российской империи, иногда критики некорректно изменяли его самоидентификацию на «отец русского футуризма») можно считать русским радикалом, симпатизировавшим марксизму, ассимилированным украинцем, вернувшимся к своим корням или украинцем, нашедшем в своей идентичности источник вдохновения для творчества». Все биографы отмечают его украинскую идентичность, а его сын Никола показывал значимость его самоопределения как украинца через его убеждения и привычки, включая его сережку в одном ухе в стиле украинских казаков.

## Творчество
И —

как в гибель дредноута

от душащих спазм

бросаются в разинутый люк —

сквозь свой

до крика разодранный глаз

лез, обезумев, Бурлюк.

Почти окровавив исслезённые веки,

вылез,

встал,

пошёл

и с нежностью, неожиданной в жирном человеке,

взял и сказал:

«Хорошо!»

### Живопись
Давид Бурлюк — по собственному определению, «отец русского футуризма» — большая фигура в русском и украинском авангардизме. Исследователь авангардизма Мирослав Шкандрий в одной из своих академических книг приходит к выводу, что русский футуризм, благодаря Бурлюку, являлся феноменом украинского авангарда.
Бурлюк полагал: «Истинное художественное произведение можно сравнить с аккумулятором, от которого исходит энергия электрических внушений. В каждом произведении отмечено, как в театральном действии, определённое количество часов для любования и разглядывания его. Многие произведения вмещают в себя запасы эстет-энергии на долгие сроки, как озёра горные, из коих неустанно вытекают великие реки воздействий, а истоки не иссякают. Таково творчество Н. К. Рериха».
Бурлюк организовал группу художников, которая занималась поиском новых путей развития искусства. Позже все участники группы стали именовать себя футуристами. Они искали в искусстве новые пути, которые, по их мнению, должны были отображать радикальные изменения, которые происходили в обществе в начале XX века. Бурлюк обожал экспериментировать. Он одним из первых начал использовать в своих работах коллажи: вклеенные кусочки фанеры, шестерёнки, металлические пластины.
В своем художественном творчестве Бурлюк выражал «мощное, простое и прямое народное искусство», которое он связывал с народным, крестьянским искусством, скифскими артефактами и степными мифами, фундамент для чего ему дала история его украинской семьи. Украинская идентичность Бурлюка может быть прослежена в его авангардизме. Художник подчеркивал свою связь со своими предками из украинских казаков, что «сформировало его футуризм». Бурлюк принимал участие в археологических экспедициях в Крыму, и минимализм найденных там скифских артефактов повлиял на его «примитивизм». Степь для него, как и для Малевича, представляла движение, жизнь и взаимодействие природы, саму жизнь не через понимание, но чувства. Степь была представлением силы и широты природы. Именно сила природы, не технологии, вдохновляла украинских художников.

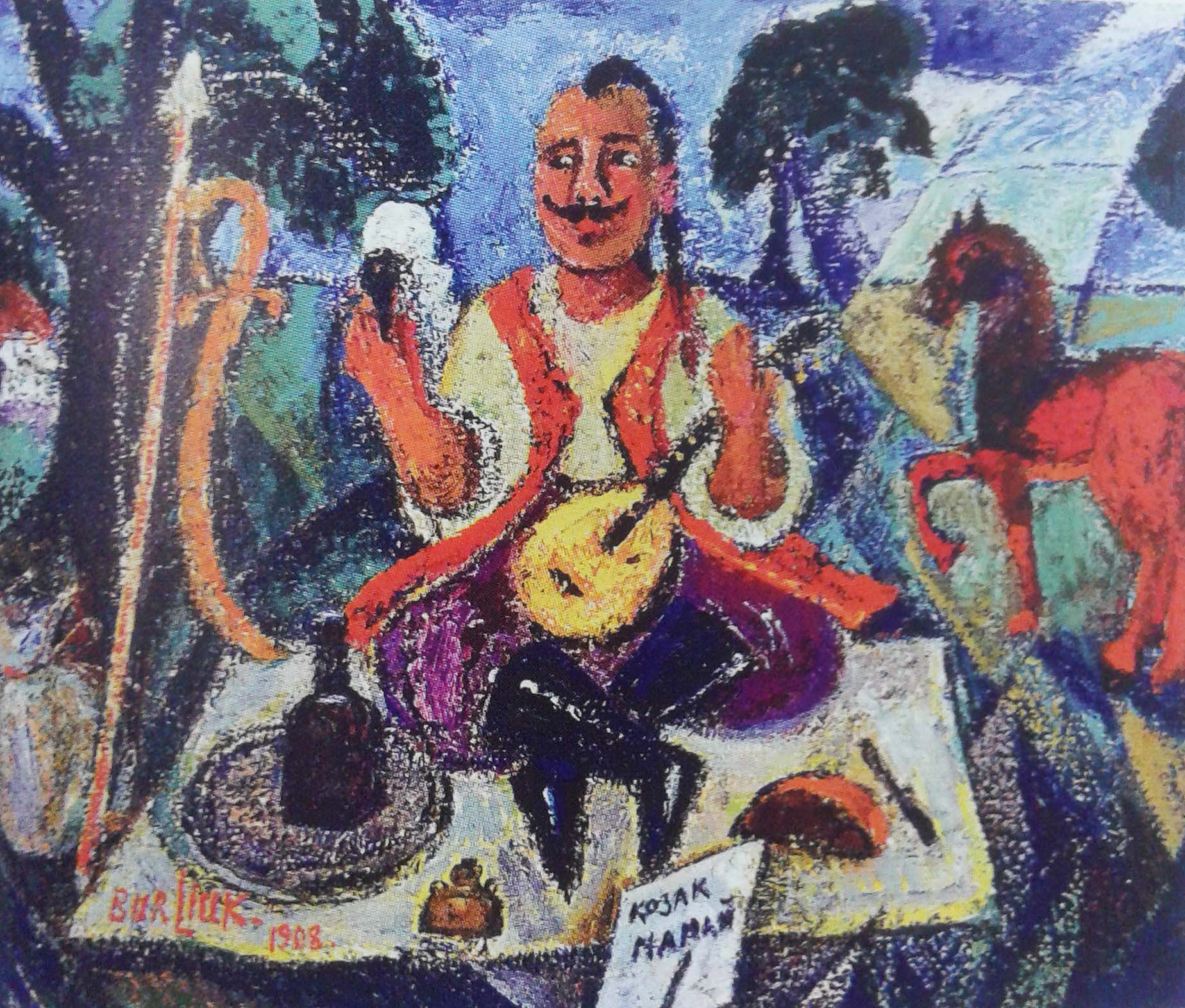
Картина Давида Бурлюка «Козак Мамай», 1908 г.

Несколько полотен Казака Мамая, популярный мотив в украинском народном изобразительном искусстве, изображали его как запорожца, сидящего у еды и питья, рядом меч и конь. Мамай — воплощение независимости, индивидуализма и самодостаточности. Как пишет искусствовед Любовь Дрофань, «разве может человек, не являющийся украинцем, по-настоящему прочувствовать дух казацкой истории, да и вообще осмелиться обратиться к этой теме, будучи совершенно оторванным от украинства?» Другие работы художника включали элементы из средневековой Киевской Руси и времен киевских княжеств.
Картины и рисунки Бурлюка разбросаны по всему свету в музеях и частных коллекциях. Многие из них репродуцированы в его книгах или книгах о нём. «Отец российского футуризма», Бурлюк принимал активное участие в выступлениях футуристов, являясь их теоретиком, поэтом, художником и критиком.

### Наследие
В эмиграции Д. Бурлюк, безусловно, испытывал ностальгию по родине («morbus rossica»), жаждал общения с Россией (в 1956 и в 1965 гг. ему удалось посетить СССР), поэтому охотно откликнулся на письмо молодого тамбовского краеведа и коллекционера Н. А. Никифорова, который «послал наобум весточку Бурлюку в Америку, тот откликнулся, завязалась переписка, потом она переросла в дружбу на расстоянии». Эта переписка продолжалась много лет. Во время одного из приездов в СССР состоялась их встреча в г. Москве. Тамбов оба раза посетить Д. Бурлюку, очевидно, не удалось из-за запретов, хотя известно, что он просил об этом и во время второй поездки почти получил разрешение. При этой встрече Никифорову было передано значительное количество трудов. Кроме того, Бурлюк регулярно слал Никифорову в Тамбов оригиналы своих работ, журналы. К настоящему времени обстоятельства знакомства и взаимоотношения Никифорова и Бурлюка до конца не прояснены, существуют разные версии их связи: дружба двух близких людей (Бурлюк видел в нём человека, способного сохранить для будущих поколений память о нём самом и об ушедшей России), формальное усыновление Бурлюком Никифорова с целью передать ему всё своё творческое наследие, внебрачное рождение Никифорова от Бурлюка (имеются сведения, что эту версию распространял сам Никифоров), истинное усыновление Никифорова (коллекционер С. Н. Денисов утверждает что видел документ об усыновлении), недобросовестное поведение Никифорова с целью извлечения выгоды (о его газетных провокациях с сочинением невероятных историй сообщал поэт-футурист С. Е. Бирюков). В дальнейшем фонд Д. Бурлюка был передан (частью при жизни самим Никифоровым, частью после его смерти) другому тамбовскому коллекционеру С. Н. Денисову. В частной коллекции С. Н. Денисова, собранной в том числе из коллекции Никифорова, хранятся около 3000 писем тамбовским адресатам, а также книги и картины Д. Бурлюка. На основе этой коллекции в 2005 г. в Тамбовском краеведческом музее состоялась выставка «Давид Бурлюк. Живопись, графика», а в 2011 г. на собственные средства Денисов издал содержательный сборник писем Д. Бурлюка.
Как отмечает исследователь культуры Юрий Шевчук, культурный обмен, происходивший в империи, был в пользу колонизатора. Украинские авторы и художники отправлялись в Россию и русифицировались. Их работы и они сами делались частью культуры русской, а их украинское происхождение и культурный фундамент игнорировались и принижались. Это коснулось и Давида Бурлюка.

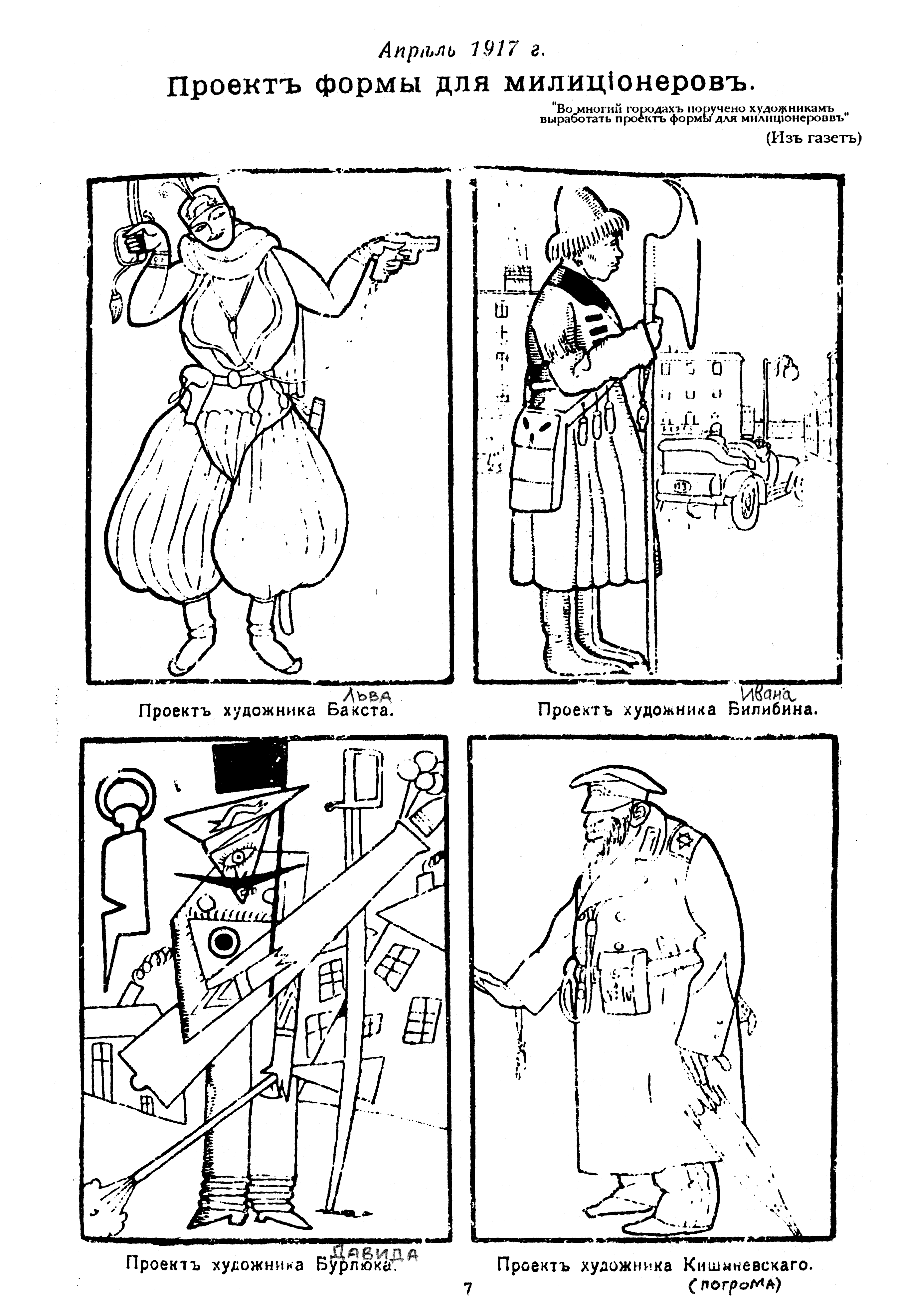
Проект формы милиции от имени Л. Бакста, И. Билибина, Д. Бурлюка и С. Кишинёвского. Карикатура. 1917

## Семья
Жена — Мария Никифоровна Еленевская (1894—1967) — мемуаристка, издатель. Пережила мужа на шесть месяцев и пять дней и умерла 20 июля 1967 года. Их прах был развеян над Атлантикой.
Потомки до настоящего времени живут в США и Канаде.

## Сочинения
- Поэмы «Толстой. Горький». — New-York: Издательство Марии Никифоровны Бурлюк, 1928—1929. — 32 с.
- Поэма «Десятый Октябрь: Поэма.» — New-York : Изд. Марии Никифоровны Бурлюк, 1928. — 24 с.: ил.
- Книга «Энтелехизм»: Теория. Критика. Стихи. Картины. (1907—1930). — New-York: Изд. Марии Никифоровны Бурлюк, 1930. — 24 с.
- Книга «Рерих: (Жизнь. Творчество) (1917—1930)» — New-York: Изд. Марии Никифоровны Бурлюк, 1930. — 31 с.: ил.
- монография «Радиоманифест»,
- сборник стихов «1/2 Века: (Издано к пятидесятилетию со дня рождения поэта)» — New-York: Изд. Марии Н. Бурлюк, 1932. — 18 с.
- Бурлюк Д. Д. Галдящие «бенуа» и Новое Русское Национальное Искусство (Разговор г. Бурлюка, г. Бенуа и г. Репина об искусстве). СПб.: Книгопечатня Шмидт, 1913. 22 с.
- Бурлюки М. Н. и Д. Д. По следам Ван Гога: Записки 1949 года, вступ. ст. Вл. Полякова. М. : Изд. Grundrisse, 2016. 252 c.
- Бурлюк Д. Филонов: Повесть / Подг. текста, примеч.,коммент. и послесл. В. Полякова. М.: Гилея, 2017.

## Участие в выставках

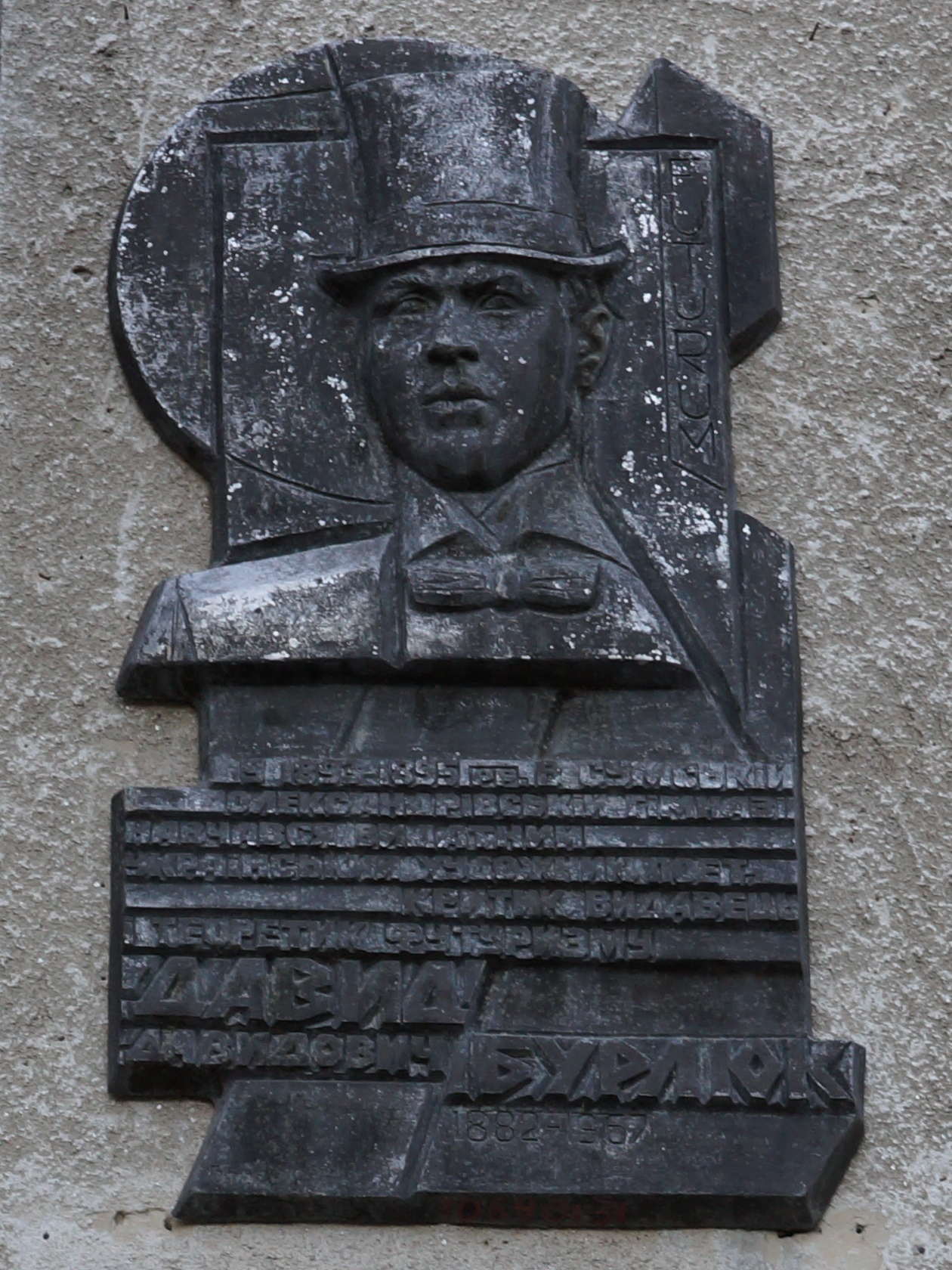
Мемориальная доска в Сумах

- Мемориальная доска в СумахВыставка акварелей, пастелей и рисунков. Харьков, 1905—1906[6]
- Херсон, 1907[6]
- Участие в выставках «Салоны» Издебского (Одесса, Киев, Николаев, Херсон), 1909—1911[6]
- Свободная эстетика, Москва, 1909
- Катеринослав, 1909[6]
- «Бубновый валет» 1910
- Выставка «Свободной молодёжи», С. Петербург, 1911
- «Бубновый валет», Москва, 1912
- Выставки Уфимского художественного кружка, Уфа, 1916, 1917
- Международные выставки современного искусства. Филадельфия, 1926.
- Выставки в галереях Нью-Йорка, Филадельфии, 1930—1960.
- Персональные выставки в Сан-Франциско, Лос-Анджелесе, Сиэтле, Вашингтоне, Нью-Йорке. 1960-е годы.
- Выставка в Австралии, 1962.

## Память

Мемориальная доска в Казани

- В Бруклине создан музей Давида Бурлюка.
- Международная Академия Зауми ежегодно вручает поэтическую премию, которая называется Международная отметина имени Давида Бурлюка[28].
- Мемориальная доска установлена в городе Сумы на фасаде Александровской гимназии (ул. Троицкая, 5).
- Мемориальные доски установлены в Казани и Одессе (ул. Преображенская,9[29]).
- Во Владивостоке на торце дома по Пограничной улице в 2021 создан мурал, посвящённый Давиду Бурлюку[30]

## Киновоплощения
- 2004 год — сериал «Грехи отцов» — сыграл Алексей Колган
- 2011 год — фильм «Маяковский. Два дня» — сыграл Дмитрий Нагиев
- 2018 год — фильм «ВМаяковский» — сыграл Михаил Ефремов